# Erpetoichthys calabaricus
El bichir de Calabar (Erpetoichthys calabaricus), también conocido como pez serpiente calamita, es una especie de pez de agua dulce actinopterigio, nombrado a partir de la localidad donde fue descubierto, Vieja Calabar.
Su pesca carece de interés, pero tiene importancia comercial su uso en acuariofilia.

## Morfología
Con el cuerpo serpentiforme característico de la familia pero mucho más alargado que las demás especies de esta, la longitud máxima descrita es de 37 cm. En la aleta dorsal tiene de 7 a 13 espinas y ningún radio blando, con dichas espinas bien separadas y unidas por una membrana, mientras que en la aleta anal no tiene espinas y tiene de 9 a 14 radios blandos.

## Distribución y hábitat
Es una especie de agua dulce o salobre, tropical, de comportamiento demersal, que suele habitar muy cerca de la superficie del agua, prefiriendo un rango de temperatura entre 22 y 28 °C.
Se distribuye por ríos de la costa atlántica central de África, habitando los estuarios desde Ouémé (Benín) hasta el río Sanaga (Camerún). Encontrado en los ríos de aguas lentas o aguas estancadas, donde se desplaza arrastrándose por el fondo como una serpiente, aunque también puede nadar por el agua. Se alimenta de insectos, gusanos y crustáceos. Capaz de respirar aire y así aguantar condiciones de baja concentración de oxígeno.

## Características
Esta especie es nocturna y se alimenta de gusanos anélidos, pequeños crustáceos (como las gambas), insectos (tanto adultos como sus larvas), caracoles y pequeños peces. Cuando se mueve lentamente a través del agua, tiende a usar sus aletas pectorales, cambiando a una forma de nadar similar a la de una anguila (haciendo más uso de los movimientos de todo el cuerpo y la aleta caudal) cuando se mueve rápidamente. Tanto en la naturaleza como en cautiverio, se sabe que las calamitas exploran la tierra si se les da la oportunidad, deslizándose como una serpiente y también tomando alimentos en la tierra.
Las hembras depositan repetidamente pequeños lotes de huevos entre las aletas anales del macho, donde son fertilizados. El pez junco macho luego esparce los huevos entre la vegetación acuática, donde se adhieren a las plantas y al sustrato. Las larvas eclosionan rápidamente (después de 70 horas) pero permanecen adheridas a la vegetación; se vuelven independientes y comienzan a alimentarse después de 22 días, cuando se ha consumido el saco vitelino del huevo.